# Derechos humanos en Papúa Nueva Guinea
Papúa Nueva Guinea (PNG) es una democracia parlamentaria constitucional con una población estimada de 6 187 591. La brutalidad policial, las luchas por el poder provincial, la violencia contra las mujeres y la corrupción gubernamental contribuyen a la escasa conciencia de los derechos humanos básicos en el país.

## Historia y marco jurídico

### Derecho constitucional y otras leyes internas
La Constitución de Papúa Nueva Guinea entró en vigor el 16 de septiembre de 1975. Es una de las pocas constituciones únicas en todo el mundo que contiene casi todos los derechos y libertades consagrados en la Carta de las Naciones Unidas y en la Declaración Universal de Derechos Humanos de 1948. La constitución contiene muchos derechos civiles y políticos que pueden ser aplicados por el poder judicial. Entre ellos figuran el derecho a la libertad (Sección 32); el derecho a la vida (Sección 35); el derecho a no ser sometido a tratos inhumanos (Sección 36); la libertad de conciencia, pensamiento y religión (Sección 45); la libertad de expresión (Sección 46) y el derecho a votar y a presentarse como candidato a cargos públicos (Sección 50). Los derechos económicos, sociales y culturales no están incluidos en la constitución y, en cambio, están previstos en los objetivos y principios rectores nacionales. Estos permanecen como directrices y no son justiciables.
Sin embargo, la Constitución no incluye el "género" o el "sexo" como motivo de discriminación prohibido, lo que es incompatible con las obligaciones de Papúa Nueva Guinea en virtud del artículo 2 de la Convención de las Naciones Unidas sobre la eliminación de todas las formas de discriminación contra la mujer.

### Tratados internacionales
Papúa Nueva Guinea ha ratificado 6 de los principales tratados de derechos humanos; el tercer número más alto en el Pacífico detrás de Nueva Zelanda y Australia. Entre ellos se encuentran el Pacto Internacional de Derechos Civiles y Políticos (PIDCP), el Pacto Internacional de Derechos Económicos, Sociales y Culturales (PIDESC), la Convención Internacional sobre la Eliminación de todas las Formas de Discriminación Racial (CERD), la Convención sobre los Derechos del Niño (CRC), la Convención sobre la eliminación de todas las formas de discriminación contra la mujer (CEDAW) y la Convención sobre los Derechos de las Personas con Discapacidad (CRPD), ratificados en 2013. A pesar de ello, la presentación más reciente de Amnistía Internacional preparada para el Examen Periódico Universal (EPU) de Papúa Nueva Guinea en mayo de 2011, encontró que la presentación de informes por parte del gobierno de Papúa Nueva Guinea sobre sus obligaciones en virtud de los tratados internacionales de derechos humanos en los que es parte ha sido muy deficiente.
Papúa Nueva Guinea se unió a las Naciones Unidas (ONU) en 1975 y el 11 de mayo de 2011 extendió una invitación permanente a todos los mecanismos temáticos de la Comisión de Derechos Humanos de las Naciones Unidas para que visitaran el país. En mayo de 2010, el Relator Especial de las Naciones Unidas sobre la Tortura visitó Papúa Nueva Guinea y sugirió que el país ratificara urgentemente la Convención contra la Tortura y su Protocolo Facultativo.. Además, el relator también sugirió que PNG ratificara el primer Protocolo Facultativo del PIDCP que establece el derecho de las víctimas a presentar denuncias individuales ante el Comité de Derechos Humanos de las Naciones Unidas y también el segundo Protocolo Facultativo destinado a la abolición de la pena de muerte. Papúa Nueva Guinea aún no ha ratificado estos instrumentos.

### Comisión Nacional de Derechos Humanos
En 1997, el Gobierno aprobó en principio el establecimiento de una comisión de derechos humanos para Papúa Nueva Guinea con las normas mínimas establecidas en los Principios de París. Este compromiso se reafirmó en 2007 con la presentación del Documento de Opción Final de 2007 sobre el establecimiento de la comisión de derechos humanos de Papúa Nueva Guinea; y en 2008 se preparó un proyecto de ley orgánica sobre el establecimiento de una comisión de derechos humanos. Este proyecto de ley todavía tiene que pasar por el proceso parlamentario y no está claro si el Gobierno de O'Neill sigue comprometido con el establecimiento de esta institución.

## Derechos civiles y políticos
La Constitución establece el derecho de los ciudadanos a cambiar su gobierno de forma pacífica, que se ejerce en la práctica mediante elecciones periódicas. Todos los ciudadanos poseen el derecho al voto y los partidos políticos pueden operar sin restricciones ni influencias externas.  Sin embargo, en las últimas elecciones la violencia fue común en las tierras altas, lo que comprometió la posibilidad de una votación libre y justa.[7]
En general se respeta el derecho a la libertad de expresión y a la libertad de prensa, tal como se establece en la Constitución. No hay evidencia de censura gubernamental oficialmente sancionada, sin embargo los dueños de los periódicos se han quejado de las tácticas de intimidación que se usan en un intento de influenciar la cobertura.
El derecho a la libertad de reunión también está presente en la constitución, aunque en la práctica suele estar limitado. Las manifestaciones públicas requieren 14 días de aviso, así como la aprobación de la policía, que rara vez se concede.

## Derechos de las mujeres
Papúa Nueva Guinea es a menudo etiquetada como potencialmente el peor lugar del mundo para la violencia contra las mujeres.

### Violencia sexual
Un estudio de Rachel Jewkes y otros, en The Lancet en 2013, en nombre del equipo de investigación de las Naciones Unidas para el estudio transversal de los hombres y la violencia, encontró que el 41% de los hombres de la isla de Bougainville, Papua Nueva Guinea, admiten haber violado a una persona que no es su pareja. Alrededor del 14,1% de los hombres han cometido violaciones de múltiples perpetradores. Otras investigaciones indican que dos tercios de las mujeres han sufrido violencia doméstica y el 50% de las mujeres han tenido relaciones sexuales forzadas[11]. La violación es un delito que se castiga con penas de prisión, pero la cultura del silencio que prevalece ha hecho que pocos violadores sean detenidos. Los oficiales de policía han estado directamente implicados en la violencia sexual generalizada contra las mujeres.
La poligamia, la costumbre de pagar un «precio para obtener una novia», es un problema recurrente, al igual que el uso de mujeres como compensación entre tribus para resolver disputas. Los tribunales han dictaminado que tales arreglos han negado a las mujeres sus derechos constitucionales. En julio de 2010 el Comité para la Eliminación de la Discriminación contra la Mujer instó al gobierno a "«poner en marcha sin demora una estrategia integral, incluida la legislación, para modificar o eliminar las prácticas consuetudinarias y los estereotipos que discriminan a la mujer de conformidad con los artículos 2, 2 f) y 5 a) de la Convención». No hay leyes de empleo o antidiscriminación.

### Caza de brujas
Las mujeres tienen 6 veces más probabilidades de sr acusadas de brujería que los hombres  y cientos de brujas y hechiceros acusados son asesinados anualmente. Los acusadores a menudo contratan adivinos conocidos como Glass man o "Glass mary para confirmar la acusación. Los acusados suelen ser los débiles de la sociedad, como las viudas, mientras que los que tienen hijos para mantenerlos tienen más posibilidades de no ser acusados. Los parientes suelen rechazar dar refugio al acusado porque el marido les ha pagado un precio por la novia, que tendría que ser devuelto si la esposa deja al marido. Mientras que el asesinato de brujas solía hacerse discretamente, se ha convertido en un espectáculo público.
En 2009, un grupo de hombres desnudó a una mujer, le ataron las manos y los pies, le metieron a la fuerza un paño en la boca y luego la quemaron hasta matarla en un vertedero. En 2009, se estableció un comité en el marco de la Comisión de Revisión Constitucional y Reforma Jurídica para examinar las leyes relativas a la brujería y otras medidas para reducir el número de asesinatos relacionados con la brujería. En 2013, el gobierno derogó una ley que criminalizaba la brujería y el uso de acusar a alguien de brujería como defensa en los juicios por asesinato.

## Derechos de los niños
Según UNICEF, casi la mitad de las víctimas de violación denunciadas son menores de 15 años y el 13% menores de 7 años,[14] mientras que un informe de ChildFund Australia citando a la ex parlamentaria Carol Kidu afirmó que el 50% de los que buscan ayuda médica después de una violación son menores de 16 años, el 25% son menores de 12 y el 10% son menores de 8.

## Derechos de los indígenas
Con más de 800 tribus e idiomas indígenas, Papúa Nueva Guinea es uno de los países más heterogéneos del mundo.  El reconocimiento de los derechos de los indígenas en el país es escaso y la división en el idioma, las costumbres y la tradición, ha dado lugar a disputas intertribales regulares. Papúa Nueva Guinea no ha ratificado ni el Convenio de la ILO sobre pueblos indígenas y tribales en países independientes de 1989 (CITP) ni la Declaración de las Naciones Unidas sobre los Derechos de los Pueblos Indígenas.
El 27 de mayo de 2010 el gobierno de PNG aprobó el Proyecto de Ley de Medio Ambiente (Enmienda) 2010, que modifica secciones de la Ley de Medio Ambiente y Conservación de 2000 y otorga al Secretario del Departamento de Conservación la facultad de aprobar las actividades de las empresas mineras y petroleras sin el acuerdo de los propietarios tradicionales. Toda aprobación emitida por el director será definitiva y «no podrá ser impugnada o revisada en ningún tribunal, salvo a instancias de un Instrumento de Autorización».
Estas enmiendas contravienen el derecho de los pueblos indígenas a la propiedad de la tierra en virtud del artículo 53 de la Constitución y los artículos 14, 15 y 16 del Convenio sobre la Diversidad Biológica, así como el derecho consuetudinario tradicional que reconoce el título consuetudinario de los indígenas sobre la tierra. También violan el artículo 15.2 del CITP que afirma que cuando el Estado retenga la propiedad de los recursos del subsuelo consultará a los pueblos indígenas antes de emprender o permitir cualquier programa de explotación de dichos recursos en relación con sus tierras.
Aunque el derecho de los pueblos indígenas a la propiedad de la tierra está protegido por la Constitución, solo se refiere a los primeros seis pies por debajo de la superficie de la tierra, por lo que el gobierno puede arrendar los derechos de explotación minera a las empresas que explotan las tierras por debajo de la superficie. La corporación minera Barrick Gold ha sido arrendada con derechos mineros para explotar en Porgera en las Tierras Altas Orientales. Como resultado, se ha producido el desalojo forzoso de personas de sus hogares y una grave falta de conducta por parte de la policía en esta zona. Amnistía Internacional determinó que no existían medios efectivos para que la gente pudiera denunciar a la policía que actuaba en violación del derecho y las normas internacionales.

## Situación histórica
El siguiente cuadro muestra las calificaciones de Papúa Nueva Guinea desde 1975 en los informes de Libertad en el mundo, publicados anualmente por Freedom House. Una puntuación de 1 es «más libre» y 7 es «menos libre».
| \| Año \| Derechos civiles y políticos \| Libertades civiles \| Estatus \| Primer ministro \| \| 1975 \| 3 \| 2 \| Parcialmente libre \| Michael Somare \| \| 1976 \| 2 \| 2 \| Libre \| Michael Somare \| \| 1977 \| 2 \| 2 \| Libre \| Michael Somare \| \| 1978 \| 2 \| 2 \| Libre \| Michael Somare \| \| 1979 \| 2 \| 2 \| Libre \| Michael Somare \| \| 1980 \| 2 \| 2 \| Libre \| Julius Chan \| \| 1981 \| 2 \| 2 \| Libre \| Julius Chan \| \| 1982 \| 2 \| 2 \| Libre \| Michael Somare \| \| 1983 \| 2 \| 2 \| Libre \| Michael Somare \| \| 1984 \| 2 \| 2 \| Libre \| Michael Somare \| \| 1985 \| 2 \| 2 \| Libre \| Paias Wingti \| \| 1986 \| 2 \| 2 \| Libre \| Paias Wingti \| \| 1987 \| 2 \| 2 \| Libre \| Paias Wingti \| \| 1988 \| 2 \| 3 \| libre \| Rabbie Namaliu \| \| 1989 \| 2 \| 2 \| Libre \| Rabbie Namaliu \| \| 1990 \| 2 \| 3 \| Libre \| Rabbie Namaliu \| \| 1991 \| 2 \| 3 \| Libre \| Rabbie Namaliu \| \| 1992 \| 2 \| 3 \| Libre \| Paias Wingti \| \| 1993 \| 2 \| 4 \| Parcialmente libre \| Paias Wingti \| \| 1994 \| 2 \| 4 \| Parcialmente libre \| Julius Chan \| \| 1995 \| 2 \| 4 \| Parcialmente libre \| Julius Chan \| \| 1996 \| 2 \| 4 \| Parcialmente libre \| Julius Chan \| \| 1997 \| 2 \| 4 \| Parcialmente libre \| Bill Skate \| \| 1998 \| 2 \| 3 \| Libre \| Bill Skate \| \| 1999 \| 2 \| 3 \| Libre \| Mekere Morauta \| \| 2000 \| 2 \| 3 \| Libre \| Mekere Morauta \| \| 2001 \| 2 \| 3 \| Libre \| Mekere Morauta \| \| 2002 \| 2 \| 3 \| Libre \| Michael Somare \| \| 2003 \| 3 \| 3 \| Parcialmente libre \| Michael Somare \| \| 2004 \| 3 \| 3 \| Parcialmente libre \| Michael Somare \| \| 2005 \| 3 \| 3 \| Parcialmente libre \| Michael Somare \| \| 2006 \| 3 \| 3 \| Parcialmente libre \| Michael Somare \| \| 2007 \| 3 \| 3 \| Parcialmente libre \| Michael Somare \| \| 2008 \| 4 \| 3 \| Parcialmente libre \| Michael Somare \| \| 2009 \| 4 \| 3 \| Parcialmente libre \| Michael Somare \| \| 2010 \| 4 \| 3 \| Parcialmente libre \| Sam Abal (interion por Somare) \| \| 2011 \| 4 \| 3 \| Parcialmente libre \| Peter O'Neill/Michael Somare (disputado) \| \| 2012 \| 4 \| 3 \| Parcialmente libre \| Peter O'Neill \| \| 2013 \| 3 \| 3 \| Parcialmente libre \| Peter O'Neill \| \| 2014 \| 4 \| 3 \| Parcialmente libre \| Peter O'Neill \| |                              |                    |                    |                                          |
| Año | Derechos civiles y políticos | Libertades civiles | Estatus            | Primer ministro                          |
| 1975 | 3                            | 2                  | Parcialmente libre | Michael Somare                           |
| 1976 | 2                            | 2                  | Libre              | Michael Somare                           |
| 1977 | 2                            | 2                  | Libre              | Michael Somare                           |
| 1978 | 2                            | 2                  | Libre              | Michael Somare                           |
| 1979 | 2                            | 2                  | Libre              | Michael Somare                           |
| 1980 | 2                            | 2                  | Libre              | Julius Chan                              |
| 1981 | 2                            | 2                  | Libre              | Julius Chan                              |
| 1982 | 2                            | 2                  | Libre              | Michael Somare                           |
| 1983 | 2                            | 2                  | Libre              | Michael Somare                           |
| 1984 | 2                            | 2                  | Libre              | Michael Somare                           |
| 1985 | 2                            | 2                  | Libre              | Paias Wingti                             |
| 1986 | 2                            | 2                  | Libre              | Paias Wingti                             |
| 1987 | 2                            | 2                  | Libre              | Paias Wingti                             |
| 1988 | 2                            | 3                  | libre              | Rabbie Namaliu                           |
| 1989 | 2                            | 2                  | Libre              | Rabbie Namaliu                           |
| 1990 | 2                            | 3                  | Libre              | Rabbie Namaliu                           |
| 1991 | 2                            | 3                  | Libre              | Rabbie Namaliu                           |
| 1992 | 2                            | 3                  | Libre              | Paias Wingti                             |
| 1993 | 2                            | 4                  | Parcialmente libre | Paias Wingti                             |
| 1994 | 2                            | 4                  | Parcialmente libre | Julius Chan                              |
| 1995 | 2                            | 4                  | Parcialmente libre | Julius Chan                              |
| 1996 | 2                            | 4                  | Parcialmente libre | Julius Chan                              |
| 1997 | 2                            | 4                  | Parcialmente libre | Bill Skate                               |
| 1998 | 2                            | 3                  | Libre              | Bill Skate                               |
| 1999 | 2                            | 3                  | Libre              | Mekere Morauta                           |
| 2000 | 2                            | 3                  | Libre              | Mekere Morauta                           |
| 2001 | 2                            | 3                  | Libre              | Mekere Morauta                           |
| 2002 | 2                            | 3                  | Libre              | Michael Somare                           |
| 2003 | 3                            | 3                  | Parcialmente libre | Michael Somare                           |
| 2004 | 3                            | 3                  | Parcialmente libre | Michael Somare                           |
| 2005 | 3                            | 3                  | Parcialmente libre | Michael Somare                           |
| 2006 | 3                            | 3                  | Parcialmente libre | Michael Somare                           |
| 2007 | 3                            | 3                  | Parcialmente libre | Michael Somare                           |
| 2008 | 4                            | 3                  | Parcialmente libre | Michael Somare                           |
| 2009 | 4                            | 3                  | Parcialmente libre | Michael Somare                           |
| 2010 | 4                            | 3                  | Parcialmente libre | Sam Abal (interion por Somare)           |
| 2011 | 4                            | 3                  | Parcialmente libre | Peter O'Neill/Michael Somare (disputado) |
| 2012 | 4                            | 3                  | Parcialmente libre | Peter O'Neill                            |
| 2013 | 3                            | 3                  | Parcialmente libre | Peter O'Neill                            |
| 2014 | 4                            | 3                  | Parcialmente libre | Peter O'Neill                            |